# Eustathes semiusta
Eustathes semiusta är en skalbaggsart som beskrevs av Francis Polkinghorne Pascoe 1867. Eustathes semiusta ingår i släktet Eustathes och familjen långhorningar. Inga underarter finns listade i Catalogue of Life.